# Brasão do Tocantins
O brasão do estado do Tocantins é o emblema heráldico e um dos símbolos oficias do estado brasileiro do Tocantins, conforme estabelece o parágrafo 1º do artigo 3º da Constituição Estadual. Seu uso em quaisquer documentos, papéis, plotagens, sítios na internet, fachadas de prédios públicos, em veículos, placas em geral e publicidade institucional, é obrigatória no âmbito do Poder Executivo Estadual, integrado por seus Órgãos e Entidades.
O brasão do Tocantins é inovador por usar uma frase da língua tupi como lema. No topo do brasão, lê-se: “Co yvy ore retama”, que pode ser traduzido em português como “Esta terra é nossa”, mas que literalmente significa: esta terra é a nossa pátria, ou nosso lar.

## História
Foi criado pela lei estadual nº 92, de 17 de novembro de 1989, sancionada pelo governador Siqueira Campos. O autor do desenho do Brasão das Armas do Estado do Tocantins é o heraldista José Luiz de Moura Pereira, que assina suas obras como Zeluiz, de naturalidade paraense, residente em Brasília.

## Lema
O lema "co yvy ore retama" (pronúncia: [kɔ ɨˈβɨ ɔˈɾɜ ɾɜˈtãma]) pode ser dissecado da seguinte forma (aqui, far-se-á uso da grafia do tupi mais comumente usada):
- kó: este, esta.
- yby: terra, solo. O 'y' representa o som [ɨ], o qual não existe no português brasileiro, mas existiu no tupi e existe atualmente no português de Portugal. O 'v' representa [β], o mesmo som que tem o 'b' do espanhol
- oré: nosso, nossa. Trata-se do nós exclusivo, isto é, que exclui o ouvinte (ou, no caso, o leitor). Presume-se que este enunciado (kó yby oré retama) seja de autoria de um indígena, e que esteja dirigido para não nativos.
- tetama: terra, mais no sentido de lar, ou pátria, lugar de nascimento. Em sua forma absoluta é tetama. A forma retama é usada apenas quando em relação com outra palavra (no caso, oré).[4]

Nota-se que não há palavra para "é" no enunciado, pois, de fato, não há o verbo ser em tupi.

## Descrição heráldica
A descrição heráldica é fornecida pelo artigo 1º lei de criação:

O Brasão de Armas do Estado do Tocantins, constituído de um escudo elíptico cortado, na metade superior, em chefe de azul (blau), carregado com a metade de um sol de ouro estilizado do qual se vêm 5 (cinco) raios maiores de 8 (oito) menores, limitado na linha divisória. A metade inferior, o termo ou campanha, uma asna de azul (blau), ladeada nos flancos destro e sinistro de branco e no termo de amarelo (ouro), sob o escudo, um listel de azul (blau) com a inscrição "Estado do Tocantins" e a data "1º de JAN 1989" em letras brancas. Em timbre uma estrela de amarelo ouro, com bordadura de azul (blau), encimada pela divisa em Tupi "CO YVY ORE RETAMA" — Esta Terra é Nossa — em letras brancas sobre listel de azul (blau). Como suporte uma coroa de louros estilizada em sinople (verde), como consta do Memorial Justificativo e arte (I - Representação Policromática; II - Cores Convencionais Heráldicas; III - Construção Modular).

Em seu artigo segundo, a lei 92/1989 também descreve a construção do brasão modularmente:

Escudo elíptico de 60º (sessenta graus) com 8 (oito) módulos de largura, cortado em semicírculo de 8 (oito) módulos de raio, a constar do centro para baixo, carregado em chefe com metade de um sol estilizado com 5 (cinco) pontas de 3,5 (três e meio) módulo e de 8 (oito) pontas de 2 (dois) módulos de raio, respectivamente, e em termo ou campanha com uma asna de 45º (quarenta e cinco graus) com largura de 1,5 (um e meio) módulo. Sob o escudo, um listel com 1,8 (um e oito décimos) de módulo de largura, com a inscrição "Estado do Tocantins" em letras de 1 (um) módulo e a data de 1º de AN 1989" com 0,5 meio) módulo de altura, um timbre, uma estrela de cinco pontas com 1 (um) módulo de raio, dentro de uma bordadura de 1,25 ( um e vinte e cinco décimos) de módulo de raio. Sobre a estrela, um listel com 1 (um) módulo de largura e a divisa "CO YVY ORE RETAMA" em letras de 0,5 (meio) módulo de altura.

### Cores
O manual de aplicação da logomarca do governo do Tocantins especifica as seguintes cores para feitura do brasão:
|  | Cor             | sRGB (hexadecimal)    | CMYK        |
|  | --------------- | --------------------- | ----------- |
|  | blau (azul)     | 24/56/132 (#2957A4)   | 10/80/0/0   |
|  | ouro (amarelo)  | 243/174/0 (#FDB92E)   | 0/30/100/0  |
|  | sinople (verde) | 49/116/54 (#4F844C)   | 80/35/100/5 |
|  | prata (branco)  | 255/255/255 (#ffffff) | 0/0/0/0     |